# Genoa Racing
Genoa Racing – były włoski zespół wyścigowy, startujący w latach 1985-1988 w Mistrzostwach Międzynarodowej Formuły 3000.
Wraz z początkiem działalności w Formule 3000 zespół zatrudnił tylko jednego kierowcę - Ivana Cappeliego. W 1985 roku odniósł on jedno zwycięstwo. Uzbierane trzynaście punktów dało mu siódme miejsce, a zespołowi siódmą pozycję w klasyfikacji generalnej. Rok później Włoch nie miał sobie równych. Odniósł dwa zwycięstwa i z dorobkiem 38 punktów zapewnił sobie mistrzowski tytuł. Jednak brak drugiego kierowcy sprawił, że ekipa był druga wśród zespołów. Rok później zespół wystawił już dwa bolidy, w których jednak kierowcy ciągle się zmieniali. Nikt nie zdołał zdobyć punktów. W sezonie 1988 ekipa również nie punktowała